# Delsey
Delsey est une entreprise française spécialisée dans la conception et la fabrication de bagages.
Delsey est aussi une marque internationale, présente dans cent dix pays et sur les cinq continents, avec 6 000 points de vente dont 12 boutiques en France en propre. En 2009, Delsey était le deuxième fabricant mondial, derrière Samsonite.
En France, c'est la quatrième entreprise du secteur maroquinerie et bagages, derrière Hermes Sellier, les Ateliers de Verneuil-en-Halatte du groupe Chanel et la Maroquinerie Auguste Thomas.
Elle compte 800 salariés dans le monde.

## Histoire
Les Établissements Delahaye[Quoi ?] en 1911 se spécialisent dans la fabrication d’étuis pour appareils photographiques, de coffrets gainés pour machine à écrire, ou encore de tourne-disques.
Delahaye et les frères Seynhaeve[Qui ?] s’associent en 1946 pour créer Delsey.
En 2007, Argan Capital[Qui ?] et Partners Group montent une opération de LBO de 2007[pas clair].
La réticence des deux fonds à financer le besoin de fonds de roulement liés à l'expansion du chiffre d'affaires à l'export[pas clair] a amené les dirigeants à rechercher d'autres partenaires.
En 2015, les fonds Pemberton Asset Management, Permira Debt Advisers et Avenue Capital[Qui ?] avaient mis en place un crédit d'un montant global de 104 M€.
En 2018, les trois fonds convertissent une partie de leur créance en participation au capital et deviennent actionnaires au lieu et place de Argan Capital et de Partners Group.
Le 20 avril 2020, Isabelle Parize[Qui ?] annonce qu'elle a déposé une demande de prêt garanti par l'État[Lequel ?] de 20 millions d'euros le 16 mars 2020 et que la réponse tarde.

## Production
La majeure partie de la production de l'entreprise est confiée à des sous-traitants, pour la plupart situés en Asie.
Delsey ferme son usine de Vailly-sur-Aisne en 1998, spécialisée dans la fabrication de bagages souples et de cartables en cuir.
L'entreprise possédait une usine à Montdidier, spécialisée dans la fabrication de bagages rigides. L'usine est vendue en 2005 à des repreneurs (Picardie Plasturgie et Picardie Partner). Picardie Plasturgie est mise en liquidation judiciaire en 2006,.

## Activité, résultat, effectif
|                                           | 2016 | 2017 | 2018 | 2019 | 2020 | 2021  | 2022  |
| ----------------------------------------- | ---- | ---- | ---- | ---- | ---- | ----- | ----- |
| Chiffre d'affaires en millions d'euros    | 92,9 | 89,7 | 91,8 | 92,3 | nc   | 41,6  | 83    |
| Résultat net en millions d'euros (+ ou -) | +1,3 | +3,3 | -2,2 | -4,7 | nc   | -31,5 | +28,7 |
| Effectif moyen annuel                     | 232  | 239  | 242  | 245  | nc   | 128   | nc    |